# Schlüsselzeremonie (Edinburgh)

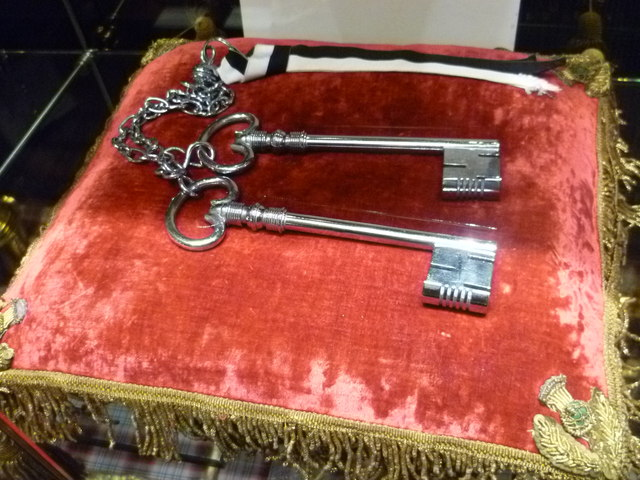
Die Schlüssel der Stadt Edinburgh

Die Schlüsselzeremonie (engl. Ceremony of the Keys)  findet im Holyrood Palace, Edinburgh, zu Beginn der einwöchigen Residenz des britischen Monarchen dort im Juli statt. Kurz nach der Ankunft des Monarchen werden der Königin oder dem König im Vorhof des Palastes vom Lord Provost symbolisch die Schlüssel für die Stadt Edinburgh mit folgenden Worten angeboten:
We, the Lord Provost and the members of the City of Edinburgh Council, welcome Your Majesty to the capital city of your Ancient and Hereditary Kingdom of Scotland and offer for your gracious acceptance the Keys of Your Majesty's good City of Edinburgh.

(Wir, der Lord Provost und die Mitglieder des City of Edinburgh Council, begrüßen Ihre Majestät in der Hauptstadt Ihres alten und erblichen Königreichs Schottland und bieten Ihnen die Schlüssel der guten Stadt Ihrer Majestät von Edinburgh zur gnädigen Annahme an.)
Der Monarch gibt die Schlüssel zurück und sagt:
I return these keys, being perfectly convinced that they cannot be placed in better hands than those of the Lord Provost and Councillors of my good City of Edinburgh.

(Ich gebe diese Schlüssel zurück, da ich fest davon überzeugt bin, dass sie in keine besseren Hände gegeben werden können als die des Lord Provost und der Ratsherren meiner guten Stadt Edinburgh.)
Eine Schlüsselzeremonie findet auch zu Beginn der Generalversammlung der Church of Scotland statt, wenn der Lord High Commissioner to the General Assembly of the Church of Scotland als Vertreter des Monarchen die Schlüssel vom Lord Provost erhält.